# Petko Stajnow (kompozytor)
Petko Stajnow, bułg. Петко Стайнов (ur. 1 grudnia 1896 w Kazanłyku, zm. 27 czerwca 1977 w Sofii) – bułgarski kompozytor. 

## Życiorys
W wieku 5 lat niemal całkowicie stracił wzrok, uczył się gry na fortepianie ze słuchu. Studiował w konserwatorium w Dreźnie u Alexandra Wolfa (kompozycja) i Ernsta Müncha (fortepian). Po powrocie do Bułgarii osiadł w Sofii, gdzie w latach 1927–1941 wykładał w Instytucie dla Niewidomych. Od 1932 do 1944 roku kierował założonym przez siebie Związkiem Kompozytorów Bułgarskich. W latach 1941–1944 dyrygował orkiestrą opery narodowej w Sofii. Od 1948 roku kierował Instytutem Muzyki przy Bułgarskiej Akademii Nauk.

## Wybrane kompozycje
(na podstawie materiałów źródłowych)
- Tańce trackie (1926)
- poemat symfoniczny Legenda (1926)
- suita Prikazka (1930)
- uwertura Bałkan (1936)
- poemat symfoniczny Tracja (1939)
- 2 symfonie (I 1945, II 1948)